# Пенни, Коллинз
Коллинз Кёртис Пенни (англ. Collins Curtis Pennie; род. 20 июня 1984 года, Нью-Йорк, США) — американский актёр, певец и танцовщик.

## Биография
Пенни родился и вырос в Бруклине, Нью-Йорк. Жил в нескольких детских домах до 15 лет, пока не переехал в собственный дом. Окончил Институт театра и кино Ли Страсберга в Нью-Йорке.
Отправив своё фото в модельное агентство Ford Models, он получил контракт и вскоре стал самым молодым афроамериканцем, работающим с Calvin Klein Inc. и появившемся в успешной кампании аромата CK One.
В 2004 году появился в одном эпизоде сериала «Закон и порядок» в роли Джимми Гордона. С тех пор он снялся в нескольких телесериалах в эпизодических ролях, а также появился в 2010 году в медицинском драматическом сериале «Хоторн» в роли Маркуса Лидса.
В 2006 году снялся в роли Майка в фильме «Полу-Нельсон», который получил множество наград и номинаций, в том числе номинацию на Оскар «Лучший актёр» в 2007 году у исполнителя главной роли Райана Гослинга. В 2008 году вышел ремейк фильма ужасов «Выпускной», где у Коллинза была одна из второстепенных ролей. А также снялся в музыкальном фильме 2009 года «Слава» о жизни и обучении в Нью-Йоркской школе искусств молодых и талантливых актёров, танцовщиков и музыкантов, и в вышедшем на видео в 2010 году фильме «Братство танца: Возвращение домой», сиквеле фильма 2007 года.
В августе 2010 года на арене Hollywood Bowl состоялось три представления «Rent» композитора и сценариста Джонатана Ларсона где среди таких знаменитостей, как Нил Патрик Харрис, Уэйн Брэди, Скайлор Остин, Ванесса Хадженс, выступал и Коллинз Пенни.

## Фильмография
| Год       |     | Русское название                  | Оригинальное название        | Роль               |
| --------- | --- | --------------------------------- | ---------------------------- | ------------------ |
| 2002—2003 | с   | Как вращается мир                 | As the World Turns           | Шон                |
| 2004      | кор | All Falls Down                    | All Falls Down               | Тайрон             |
| 2004      | с   | Закон и порядок                   | Law & Order                  | Джимми Гордон      |
| 2005      | ф   | God’s Forgotten House             | God’s Forgotten House        | Дуэйн              |
| 2005      | с   | Без следа                         | Without a Trace              | Крис               |
| 2006      | ф   | Полу-Нельсон                      | Half Nelson                  | Майк               |
| 2007      | тф  | Ад на Земле                       | Hell on Earth                | Джаред             |
| 2007      | с   | Акула                             | Shark                        | Льюис Бимон        |
| 2008      | ф   | Выпускной                         | Prom Night                   | Ронни Хефлин       |
| 2008      | с   | C.S.I.: Место преступления Майами | CSI: Miami                   | Томми              |
| 2009      | ф   | Зажги этим летом!                 | Fired Up!                    | Адам               |
| 2009      | ф   | Слава                             | Fame                         | Малик Уошбёрн      |
| 2010      | ф   | Братство танца: Возвращение домой | Stomp the Yard 2: Homecoming | Ченс Хэррис        |
| 2010      | с   | Сестра Готорн                     | Hawthorne                    | Маркус Лидс        |
| 2010      | с   | C.S.I.: Место преступления Майами | CSI: Miami                   | Шейн Ньсом         |
| 2011      | ф   | Время                             | In Time                      | страж времени Ягер |